# 波爾加迪

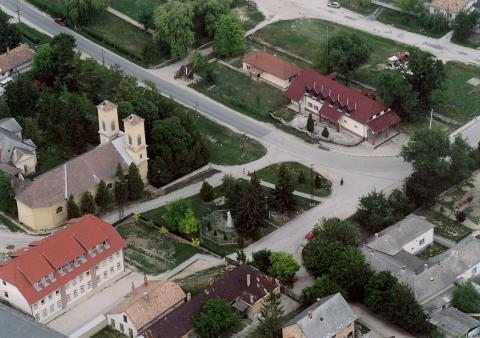

波爾加迪是匈牙利的城鎮，位於該國中部，由費耶爾州負責管轄，面積72.16平方公里，海拔高度144米，2011年人口6,967，其中約一半居民信奉天主教。

## 友好城市
- 斯洛伐克弗尔恰尼（英语：Vlčany）